# Llista de volcans dels Estats Units
La llista dels volcans dels Estats Units inclou una sèrie de volcans organitzada per estats dels Estats Units

## Alaska
- Mount Adagdak
- Mount Akutan
- Mount Amak
- Mount Amukta
- Mount Aniakchak
- Mount Atka
- Mount Augustine
- Black Peak
- Mount Bobrof
- Bogoslof
- Mount Buldir
- Buzzard Creek
- Mount Carlisle
- Mount Chagulak
- Mount Chiginagak
- Mount Churchill
- Mount Cleveland
- Mount Dana (Alaska)
- Mount Davidof
- Mount Denison
- Devils Desk
- Mount Douglas
- Duncan Canal
- Mount Dutton
- Mount Edgecumbe
- Emmons Lake
- Mount Fisher
- Mount Frosty
- Fourpeaked
- Mount Gareloi
- Great Sitkin
- Mount Gordon
- Mount Griggs
- Mount Hayes
- Mount Herbert
- Mount Iliamna
- Imuruk Lake
- Ingakslugwat Hills
- Mount Isanotski
- Mount Kagamil
- Mount Kaguyak
- Mount Kanaga
- Mount Kasatochi
- Mount Katmai
- Mount Kialagvik
- Mount Kiska
- Mount Koniuji
- Mount Kukak
- Mount Kupreanof
- Kookooligit Mountains
- Little Sitkin
- Mount Mageik
- Mount Makushin
- Mount Martin
- Mount Moffett
- Novarupta
- Nunivak Island
- Mount Okmok
- Mount Redoubt
- Mount Roundtop
- Saint Michael
- Mount Pavlof
- Pavlof Sister
- Mount Recheschnoi
- Mount Sanford
- Mount Seguam
- Mount Segula
- Mount Semisopochnoi
- Mount Sergief
- Mount Shishaldin
- Mount Steller
- Snowy Mountain
- Mount Spurr
- Mount Stepovak
- Mount Takawangha
- Mount Tanaga
- Mount Trident
- Ugashik-Peulik
- Ukinrek Maars
- Mount Uliaga
- Mount Veniaminof
- Mount Vsevidof
- Mount Westdahl
- Mount Wrangell
- Mount Yantarni
- Mount Yunaska

## Arizona
- Sunset Crater
- Uinkaret Field

## Califòrnia
- Amboy
- Big Cave
- Black Butte
- Brushy Butte
- Volcà Clear Lake
- Coso Volcanic Field
- Eagle Lake Field
- Golden Trout Creek
- Inyo Craters
- Lassen Peak
- Lavic Lake
- Long Valley Caldera
- Mammoth Mountain
- Medicine Lake
- Mono Craters
- Red Cones
- Mount Shasta
- Tumble Buttes
- Twin Buttes
- Ubehebe Craters

## Colorado
- Dotsero

## Hawaii
- Haleakala
- Hualalai
- Kilauea
- Kohala
- Loihi
- Mauna Kea
- Mauna Loa

## Idaho
- Craters of the Moon
- Hell's Half Acre
- Shoshone Lava Field
- Wapi Lava Field

## Nevada
- Steamboat Springs

## Nou Mèxic
- Capulin
- Carrizozo
- Valles Caldera
- Zuni Bandera

## Oregon
- Mount Bachelor
- Mount Bailey
- Belknap Crater
- Blue Lake Crater
- Broken Top
- Cinnamon Butte
- Mount Mazama (Crater Lake)
- Davis Lake
- Devil's Garden
- Diamond Craters
- Four Craters Lava Field
- Mount Hood
- Jackie's Butte
- Mount Jefferson
- Jordan Craters
- Mount McLoughlin
- Newberry Caldera
- Saddle Butte
- Sand Mountain Field
- Mount Thielsen
- Three Sisters
- Three-Fingered Jack
- Squaw Ridge Lava Field
- Mount Washington

## Saipan
- Mount Tapochau

## Utah
- Bald Knoll
- Black Rock Desert
- Markagunt Plateau
- Santa Clara

## Washington
- Mount Adams
- Mount Baker
- Glacier Peak
- Indian Heaven
- Mont Rainier
- Mont Saint Helens
- West Crater

## Wyoming
- Devil's Tower
- Yellowstone caldera